# Петар Јаковљевић
Петар (Марков) Јаковљевић је лик у драми Балкански шпијун, коју је написао Душан Ковачевић. Он је подстанар породице Чворовић.
Петар се појављује само у три драмске ситуације, али је главни агнес за покретање приче и заплитање драмских сукоба. Он је човек који је рано отишао у иностранство (Француску), тамо зарадио нешто новца и вратио се у своју земљу да отвори кројачку радњу. За отварање су потребне гомиле папира, а „олињали службеници“ малтретирају сталним одлагањем и постављањем нових услова. Он делује смирено и прибрано, не реагује бурно на Илијине оптужбе, покушава да уразуми двојицу браће. Петар је стицајем околности упао у вртлог једне параноичне игре и јурњаве, али уме да сачува присебност, разум и коректно понашање. Што су жешћи напади браће, то је снажнија фигура овога јунака: његова снага је у свести да је све то што му се дешава велика глупост и да се мора једном завршити.
Иако у деловању и кретању овога јунака непознаница и тајанствености, читалац или гледалац ни једног тренутка не верују Илији и Ђури: не подлежу искушењу да да прихвате размишљање и уверење двојице браће. Из тих разлога, у ситуацијама у којима се појављује подстанар, нема смеха на његов рачун, али зато буран смех прати мишљење и читање двојице браће. Чак и последња ситуација када подстанар излази напоље носећи гломазну фотељу за коју је везан лисицама, не делује смешно, него трагикомично.